# Batalla de Tàcia
La batalla de Tàcia va tenir lloc a la tardor del 545, a Tàcia (actual Bordj Messaoudi, a Tunísia). L'exèrcit romà d'Orient, dirigit per Joan, es van enfrontar al rebel amazic Antales i al seu aliat Estotzes, un renegat imperial. En l'enfrontament, els romans superats en nombre van ser derrotats i Joan va ser assassinat, però no abans de ferir mortalment a Estotzes. La derrota romana va desencadenar una crisi a Cartago .

## Antecedents
Després de la mort del governador de Cartago, Salomó, a la batalla de Cíl·lium contra Antales, el seu nebot Sergi, que havia infligit un tracte arrogant a la tribu dels Laguatans i provocat la rebel·lió dels amazics, va ser nomenat governador d'Àfrica. L'emperador Justinià I (r. 527-565) va enviar el seu comandant militar Areobind per compartir el comandament amb Sergi. Mentrestant, el líder dels rebels amazics Antales va unir forces amb Estotzes, un soldat romà renegat que havia liderat una rebel·lió sense èxit contra Cartago uns anys abans.

## Batalla
El 545, Areobind va enviar un general anomenat Artàban, juntament amb Joan, per enfrontar-se als rebels a Tàcia. L'exèrcit va ser considerablement superat en nombre per les forces rebels, ja que Sergi es va negar a enviar reforços. Atès que Joan i Estotzes eren enemics personals des de feia molt de temps, van començar amb un duel personal. Segons el relat de Procopi de Cesarea, els dos comandants van sortir de les seves files i van córrer l'un contra l'altre. Quan Estotzes va avançar, Joan li va disparar una fletxa que va caure a l'engonal dret del rival. Estotzes va resultar ferit greu però encara respirava. Després d'haver col·locat el seu cap fallit al peu d'un arbre, els seus soldats i els amazics van llançar un assalt general contra Joan i les seves tropes, i els van posar en fuga. El cavall d'en Joan es va estimbar costa avall i el va tirar a terra. Mentre intentava tornar a muntar, va ser capturat pels rebels i assassinat. 

## Conseqüències
Amb la derrota de Tàcia, Justinià es va adonar que el doble comandament d'Àfrica no era operatiu. A la tardor del 545, Sergi va ser rellevat i Areobind el va substituir. Areobind va ser assassinat el març del 546 pel dux de Numídia, Guntaric, que va ocupar el seu lloc. Guntaric també va ser assassinat dos mesos després.